# 영국병
영국병(英國病, 영어: British disease)은 보수주의자들이나 시사평론가들이 1970년대 경제침체를 겪은 영국을 비하하는 데 쓰인 용어로, 또한 유럽의 환자로도 묘사했다. 영국의 복지가 1960년대와 1970년대의 영국 경제 침체기의 원인이 되었다는 의미에서 쓰는 용어이다.

## 개요
1960년대 초에 서독의 보수언론이 만든 단어로, 영국 노동자의 비능률성을 가리켜 사용한 데서 비롯되었다. 번영기의 대영제국의 중산계급의 쇠퇴와 영국인의 강점이었던 적극·과감·냉철·끈기·자기희생·이타주의의 미덕이 사라진 데 있다. 그 원인은 제2차 세계 대전 후 고복지·고부담 정책과 평등주의가 일반화함에 따라 부나 특권에 대한 의식이 희박해진 것에 있다고 주장한다.

## 발단
1960년대와 1970년대의 영국을 보면, 이 때 영국 근로자들의 생산성은 미국보다 50% 낮았고, 서독보다 25%나 낮았다. 영국의 1인당 GDP는 1960년대에 세계 9위였지만, 1971년에 15위, 1976년에 18위까지 "영국병" 때문에 급격하게 추락했다. 근본적인 원인은 고비용, 저효율적인 노동 시장 구조였는데, 영국 정부는 비효율적인 산업을 구조조정 없이 그대로 유지하면서 "국유화"를 단행하였다. 1971년 영국 자동차 산업의 심볼인 롤스로이스를 국유화하고 국민의 세금을 투입해 살리려고 한다.

## 전개
1975년, 영국은 최대의 자동차 기업인 브리티시 레일랜드와 브리티시 에어로스페이스(BAe)도 국유화했다. 1964년과 1979년은 영국 노동당이 집권했었는데, 지나친 친 노동적 선심성 정책으로 정부 내부에 이를 반대하는 자는 거의 없었다. 다른 나라와 달리, 영국은 노동운동이 산발적이었으며 중심이 되는 조직이 없었다. 1973년에 영국 석탄 산업 노조는 오일 쇼크로 석탄 산업이 반사 이익을 얻자, 이러한 요구를 들어서 임금 인상을 요구하면서 파업을 하고 석탄 공급량을 제한하였다. 이들의 파업은 곧바로 철도와 전기 등 공공 부문 노조들의 요구로 옮아갔다.
영국의 총리였던 에드워드 히스는 석탄 산업 노조들이 석탄 공급량을 제한하는 파업을 그만 둘 것을 요구했으나, 1974년 표를 잃어 총리직에서 낙마하고, 석탄 산업 노조들은 자신의 요구를 더욱 밀어붙였다. 결국 1975년, 석탄 광업 근로자들의 임금이 30%나 올랐다. 그러나 올라간 임금은 인플레이션을 가중시켰고, 인플레이션으로 오른 물가는 노동자들로 하여금 더 많은 임금 인상을 요구하는 악순환에 빠지게 하였다. 물가상승이 기승을 부린 것은 근본적으로 경제체질이 약화된 것이지만, 그 배경에는 강성 노조의 무리한 임금인상요구와 복지지출 충당을 위한 재정적자의 확대가 주요 변수로 작용했다.

## 위기
과거 윈스턴 처칠 수상 집권기에 노동부 차관이었던 윌리엄 베버리지는 복지국가 건설을 목표로 보고서를 작성하였는데, 이것이 ‘요람에서 무덤까지’(from the cradle to the grave)로 잘 알려진 베버리지 보고서이다. 이를 통한 영국의 경제와 사회 복지 모델은 경제 위기 전까지만 해도 외국의 칭송을 받던 모범이었다.
하지만 1970년대부터 시작된 과도한 사회복지와 노조의 막강한 영향력으로 인한 지속적인 임금상승, 그리고 생산성의 저하로 경제가 전반적으로 침체하여 소위 고복지·고비용·저효율을 특징으로 하는 만성적인 영국병에 시달렸으며 급기야는 1976년에 IMF의 금융지원을 받는 상황에 몰리게 되었다.

## 과도한 복지 문제
만성적인 파업과 고비용 저효율 저생산성 문제뿐 아니라, 과도한 복지 문제도 심각했다. 직업, 지위, 수임, 연령, 성에 관계없이 전 국민을 대상으로 한 영국의 복지모델은 연금보조와 무료 의료시술은 물론 결혼수당, 임신수당, 아동수당, 과부수당에서 장례수당에 이르기까지 전 생애를 「보장」하는 제도다. 국가주도형 복지체계로 영국의 재정지출이 확대되었다. GDP에서 재정이 차지하는 비율은 2차대전 후 30%대에 머물렀는데 1970년 대에 들어 40%를 넘어서게 되었다. 1972~1979년 기간 중 영국의 재정규모는 G7국가 중 독일 다음으로 컸다. 공공부문의 증가에는 사회복지지출이 가장 큰 역할을 했다. 1979년의 경우 예산에서 교육, 의료, 사회보장, 주택 등의 복지예산은 45.7%를 차지했다. 실업자 증가와 함께 노령화에 따라 수혜자 급증과 결혼 및 가족제 도의 약화로 인한 독신자 및 독신부모의 증가도 사회복지지출을 증가시키는 요인으로 작용했다.
사회복지지출 급증에 따라 재정적자가 심화되어 영국은 1973~1979년 기간 중 재정적자가 GDP의 3.8%에 달해, 이탈리아 다음으로 G7국가 중 2위를 기록했다. 재정적자와 그로 인한 정부의 차입증가는 공공부문의 비대화를 넘어 통치 불가능성의 문제를 제기했다. 만성적 적자는 미래세대에 현재의 소비부담을 전가시키며 정부의 정책대안의 폭을 좁혀 새로운 재정지출사업 시행 및 세율인하 등의 추진을 어렵게 했다. 사회적 평등을 추구한 사회민주주의적 정책은 소득재분배에 일부 성과를 거두기는 했으나 당초 의도한 만큼 분배구조를 개선시키지 못한 채 시장기능을 저해하고 기업의 투자의욕과 근로자의 근로의욕을 저하시키는 등 문제점을 초래했다.
사회보장제도는 정부의 재정부담을 크게 늘리고, 만성적인 재정적자를 기록하는 데 한몫했을 뿐 아니라 근로의욕 약화 및 자발적 실업증가, 조세부담 가중으로 인한 기업가정신의 쇠퇴, 투자의욕 감퇴 등의 심각한 부작용을 낳았다. 주요 산업의 국유화는 관료주의적 경영에 따른 효율성 저하와 경쟁제한에 의한 민간부문의 활력 저하 등의 폐해를 낳았다. 상술한 대로 1979년의 복지 예산이 45.7%를 차지하고, 이런식으로 나라의 돈이 비생산적인 쪽으로 빠져나가니 국력은 수척될 수 밖에 없다. 산업혁명 무렵 영국사람들의 그 부지런함과 성실은 사라지고 과도한 복지만 요구하는 쪽에 더 흥미를 갖게 되었다. 돈은 하늘에서 떨어지는 게 아니다. 복지 지출을 위한 재정 부담은 국민의 호주머니에서 충당해야만 한다. 영국의 높은 조세부담률과 사회보장 부담률은 일하는 사람 혼자서 일 안하고 놀고 먹는 사람의 생활비를 대주어야 하기 때문에 일하는 사람이 손해를 보고, 이는 '근로의욕'을 저하시켰다.

## 영국병 치유를 위한 노력
영국은 이러한 사회현상을 타파하기 위해 '대처리즘'이라고 불리는 개혁을 시작하게 된다. '철의 여인'으로 불린 마거릿 대처 총리는 79년 집권하자마자 고비용·저효율로의 경제구조의 전환을 통하여 영국병을 치유하기 위해 시장경제 원리를 중시하는 경제 전부문에 걸친 경제개혁에 착수했다. 대처리즘의 골자는 재정지출 삭감, 공기업 민영화, 규제 완화와 경쟁 촉진 등으로, 이는 공공부문 개혁으로 집대성된다.

## 반박
케임브리지 대학교 장하준 교수는 ‘영국병’은 실체도 없고 역사적 사실과도 맞지 않다고 말했다. 실제로 영국의 연간 경제성장률은 1961년부터 1973년까지 마이너스를 기록한 적이 없으며, 1973년의 연간 경제성장률은 6.5%였다. 마이너스를 기록한 것은 1973년 10월 오일쇼크 이후인 1974년의 -2.463%, 1975년의 -1.48%이다.
영국병이 발생한 이유는 프랑스, 독일과 달리 국가에서 실업급여만 주고, 취직을 위해 적극적으로 돕지 않았기 때문이다고 진보주의자들은 반박한다.

## 같이 보기
- 유럽의 환자
- 아시아의 환자
- 포퓰리즘
- 잃어버린 10년 (일본)
  - 일본병 & 아베노믹스